# 구리하시역
구리하시역(일본어: 栗橋駅, くりはしえき)은 일본 사이타마현 구키시에 있는 철도역이다.

## 타는 곳

### 동일본 여객철도
| 1・2 | ■ 우쓰노미야 선                              | 오미야·우에노 방면                 |
| 1・2 | ■ 쇼난 신주쿠 라인 (요코스카 선에 직결 운행) | 오미야·신주쿠·요코하마·오후나 방면 |
| 3    | ■ 우쓰노미야 선                              | 오야마·우쓰노미야·구로이소 방면    |

### 도부 철도
| 1 | ■ 닛코 선 | 미나미쿠리하시·도부 동물공원·가스카베·신코시가야·기타센주·아사쿠사 방면 |
| 2 | ■ 닛코 선 | 도치기·신토치기 방면                                                    |

## 역세권 정보
- 구 구리하시 정청(町廳)
- 국도 제4호선

## 역사
- 1885년 7월 16일: 현재의 도호쿠 본선의 철도역이 영업 개시.
- 1929년 4월 1일: 도부 철도 닛코 선의 철도역이 영업 개시.
- 2000년 12월 10일: JR 동일본과 도부 철도의 개찰을 분리.
- 2006년 3월 16일: JR 동일본과 도부 철도를 잇는 연락선을 설치, 스페이시아 호가 이케부쿠로·신주쿠 방면에 직결 운행을 개시.

## 사진

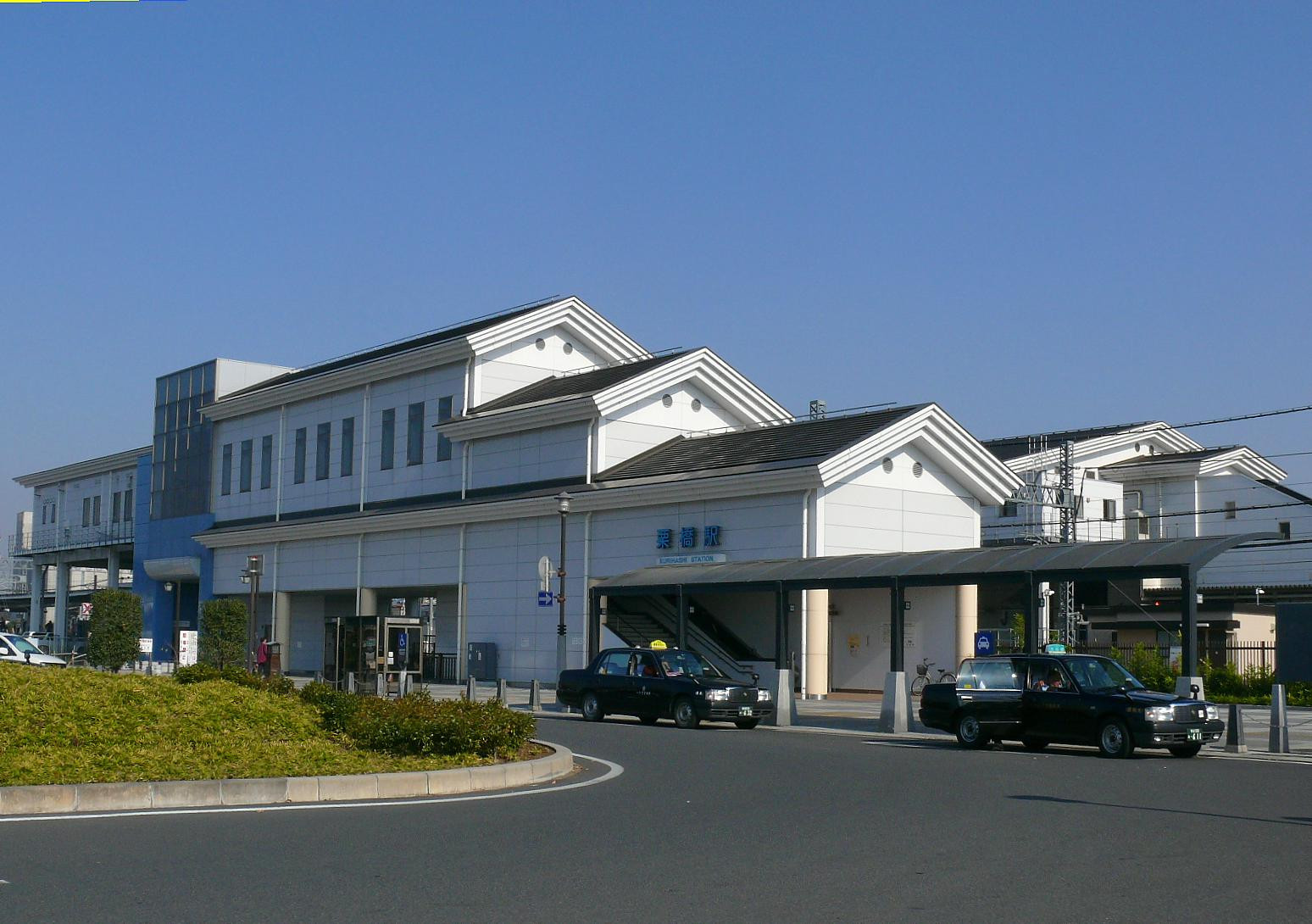
서쪽 출입구 모습
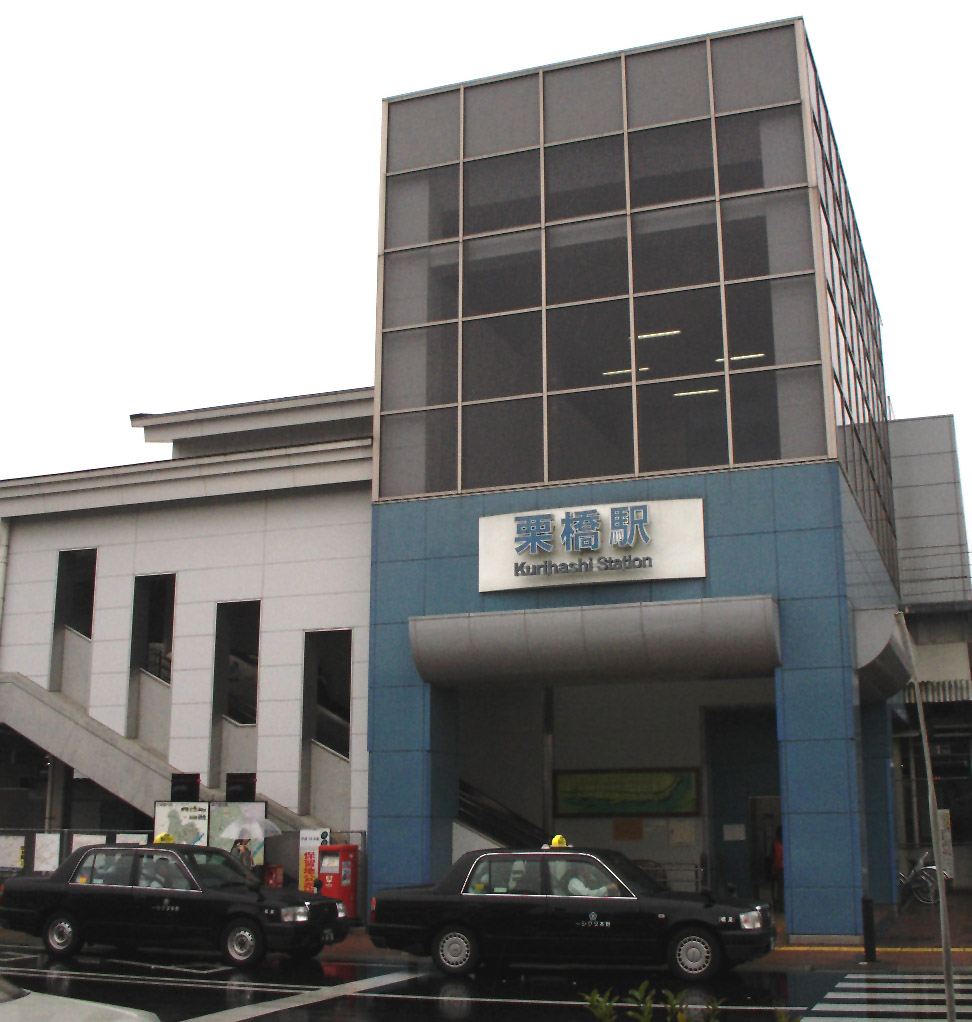
동쪽 출입구 모습

## 인접역
| 동일본 여객철도 ■ 도호쿠 본선 | 동일본 여객철도 ■ 도호쿠 본선  | 동일본 여객철도 ■ 도호쿠 본선 |
| ----------------------------- | ------------------------------ | ----------------------------- |
| 구키 아타미 방면              | 쾌속 '페어웨이'                | 고가 오야마 방면              |
| 히가시와시노미야 아타미 방면  | 보통                           | 고가 구로이소 방면            |
| 도부 철도 ■ 닛코 선           |                                |                               |
| 미나미쿠리하시 아사쿠사 방면  | ■ 구간 쾌속 ■ 구간 급행 ■ 보통 | 신코가 신토치기 방면          |